# Тьи-хан
Тьи-хан (в'єт. Chữ Hán, 𡨸漢; [t͡ɕɨ˦ˀ˥ haːn˧˦]; досл. «Ханьське письмо») — система письма китайськими ієрогліфами, що використовувалась для запису класичної китайської («веньянь», в'єт. Hán văn; 漢文) та запозичень з китайської у В'єтнамі. Тьи-хан почав використовуватись відколи династія Хань включила до свого складу дельту Хонгха, та він лишався у вжитку до початку XX століття (111 до н. е. – 1919 н. е.), допоки веньянь не перестали використовувати в уряді та не відмовились від проведення державних іспитів, подібних до китайських. Таким чином, після занепаду тьи-хан, замість нього стали використовувати латинську абетку (куокнги).

## Термінологія
Основний в'єтнамський термін на позначення китайських ієрогліфів — chữ Hán (𡨸漢, «тьи-хан»), дослівно: chữ — «символ, літера» та Hán — «Хань». Інші синоніми chữ Hán: chữ Nho (𡨸儒, «тьи-ньо», дослівно «Конфуціанські символи») та Hán tự (漢字, «хан-ти») — дослівне запозичення з китайської.
Термін «Chữ Nho» вперше можна побачити в есе Фама Дінь Хо Vũ trung tùy bút (雨中隨筆, досл. «Есеї посеред дощу»), де він використовувався на позначення певного каліграфічного стилю для китайських ієрогліфів. Однак із часом термін став вживатись на позначення китайського письма в цілому. Це переосмислення сталось через ідею, що саме письмо належить послідовникам конфуціанства. Це було виражено й тим, що династія Ле, яка згодом прийде до влади, прийме неоконфуціанство як офіційну ідеологію.
Літературна китайська мала такі назви: Hán văn (漢文), văn ngôn (文言).